# Залишкові напруження

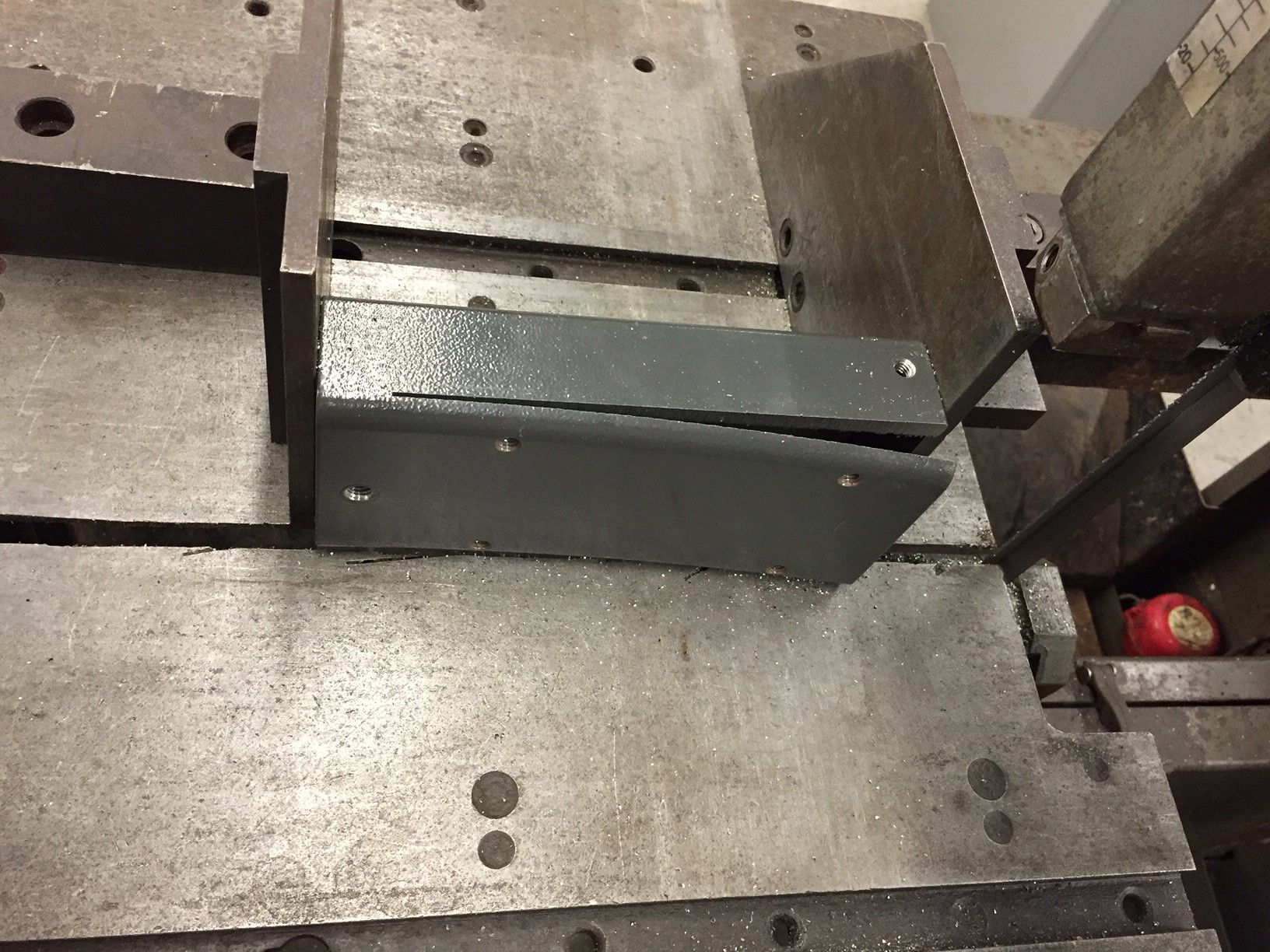
Прояв залишкових напружень у металі, що викликають деформацію стінки порожнистого конструктивного елемента при його розрізанні пилою

Залишко́ві напру́ження (англ. residual stresses) — механічні напруження у тілі, що знаходиться у стані спокою й рівноваги та відсутності впливу зовнішніх сил. Ці напруження зазвичай виникають після кристалізації, різних видів температурно-силового впливу чи фазових перетворень і зрівноважуються всередині виробу (напівфабрикату) викликаючи у ньому пружні деформації.

## Загальна характеристика
Залишкове напруження виникає в матеріалі в процесі його термооброблення, переходу з рідкого стану у твердий, при механічному обробленні, зварюванні тощо. Залишкові напруження у пластику, металевому матеріалі, склі є присутніми завжди. Причиною виникнення залишкових напружень є неоднорідність деформованого стану твердого тіла через різноманітні зміни в різних місцях його довжини чи об'єму.
Залишкові напруження можуть бути шкідливими (результат: жолоблення, тріщини, корозія) і корисними (підвищують границю пружності системи, границю витривалості, корозіє-механічну та корозійну стійкість тощо). Шкідливі залишкові напруження вважаються прихованим дефектом.
Зазвичай, фактори, що сприяють окрихченню (зниження температури, наявність об'ємного розтягу, різке зростання швидкості деформування) посилюють вплив залишкових напружень, і навпаки, чим еластичнішим є стан матеріалу, тим швидше і у більшій мірі знімається залишкове напруження.
Залишкові напруження можуть зніматись відпуском. З метою зменшення залишкових напружень у кожному конкретному випадку розробляється комплекс заходів конструктивного та технологічного характеру.

## Класифікація залишкових напружень
Залишкові напруження залежно від розмірів зони їх поширення поділяються на:
- залишкове напруження 1-го роду у розмірах, порівняних з розмірами усього тіла;
- залишкове напруження 2-го роду або мікроскопічні, у розмірах, порівняних з розмірами зерен металу. Мікроскопічні напруження вивчаються рентгенографічними методами;
- залишкове напруження 3-го роду або субмікроскопічні — області напружень у розмірах, порівняних з розмірами атомно-кристалічної ґратки.

До якої б групи не належали залишкові напруження, вони мають одну і ту ж природу. При всякому спотворенні правильності кристалічних решіток зерен полікристалів створюється напружений стан. Очевидно, якщо після усунення зовнішнього навантаження комірка кристалічної решітки не може повернутися в початковий рівноважний стан, то в ній створюється залишкова напруженість. Ця напруженість, підсумовуючись в межах декількох кристалічних ґраток, складає третю групу залишкових напружень, в межах декількох зерен — другу групу і, нарешті, в межах макрооб'єму — першу групу залишкових напружень.
Основним методом вивчення залишкових напружень є рентгенографічний, що дозволяє оцінювати ступінь спотворення кристалічних ґраток зерен металу, і по ній давати кількісну оцінку залишкової напруженості. Макроскопічний розподіл залишкових напружень (напружень I роду) піддається вивченню методами механічних випробовувань.
Шкідливі залишкові напруження (найчастіше напруження розтягу) призводять до руйнування виробу, появи в ньому тріщин, прискорення корозії. Корисні напруження, частіше стискувальні, підвищують пружність виробу, витривалість, збільшують корозійну стійкість.

## Причини виникнення залишкових напружень

### Залишкові напруження при твердненні
Виникнення залишкових напружень при переході матеріалу з рідкого стану у твердий пояснюється тим, що тверднення починається у поверхневих шарах і супроводжується усадкою. Випередження тверднення зовнішнього шару призводить до виникнення в ньому внутрішніх напружень розтягу. Зменшення внутрішніх напружень у виливках добиваються як конструктивними, так і технологічними заходами.
Конструктивні заходи
Основні заходи для зменшення величини залишкових напружень, що ґрунтуються на конструктивних рішеннях:
- забезпечення якомога менших перепадів величин поперечних перерізів виливка та уникнення переходів від товстих частин до тонких;
- штучне охолодження частин виливка, що повільно остигають, і навпаки, сповільнення охолодження зон, які швидко остигають використанням додаткової теплоізоляції;
- видалення тих частин одноразової форми, що протидіють вільній усадці металу, наприклад стержнів, що можуть при остиганні металу викликати його розтріскування;
- підбір таких сортів металу, які відрізняються найменшою схильністю до усадки.

Технологічні заходи
Значний вплив на величину залишкових напружень робить температура розплаву на момент заливання форми: чим вища температура, тим більшою буде усадка а отже і залишкові напруження. Вплив на залишкові напруження роблять також ті обставини, при яких охолоджується виливок. Повільне остигання зазвичай сприяє зменшенню залишкових напружень.
Впливають на залишкові напруження і самі ливарні форми: піщані форми, зазнаючи розширення під напором струменя розплаву, що вливається в них, збільшують початковий об'єм металу, а тому зменшують усадку. Такий же вплив, але у більшій мірі, проявляється при литті у металеві форми.

### Залишкові напруження при зварюванні
В процесі зварювання конструкцій при охолодженні в металі виникають напруження, викликані неоднаковим нагріванням основного та наплавленого металу, усадкою металу після зварювання, структурними змінами в металі через нагрівання та швидке охолодження, зміну розчинності газів у зварному шві при його охолодженні. Внутрішні напруження спричиняють як деформацію, так і руйнування зварних виробів. Для усунення (недопущення) залишкових напружень вживають конструктивних та технологічних заходів.
Конструктивні заходи
- Основним обирається метал, який не утворює гартівних структур при охолодженні на повітрі. Метал електродів повинен мати пластичні властивості не гірші від пластичних властивостей основного металу.
- У процесі зварювання неможна допускати концентрації швів та їх перетинання.
- При зварювання слід уникати швів у вигляді замкнутих контурів, які приводять до зростання площинної напруженості.
- Слід уникати зварювальних косинок, накладок що приводять до збільшення площинних напружень.
- При зварюванні слід віддавати перевагу стиковим швам, які є менш жорсткими. У них концентрація силових напружень набагато менша, ніж у кутових швах.
- У процесі проектування зварних конструкцій треба передбачати можливість виготовлення окремих зварних вузлів, які потім можна було б поєднувати у загальну конструкцію. Це у цілому знижує площинну напруженість.

Технологічні заходи
- Попередній і супутній підігрів виробів у процесі зварювання;
- Після зварювання гарячий метал проковують;
- Відпуск після зварювання знижує залишкові напруження на 85-90 %;
- Вальцювання зварних швів.

## Використання
Залишкові напруження можуть створюватись з конструктивною метою (саморозкривні космічні антени) або ж можуть бути шкідливими.
Залишкове напруження створюють при виготовленні пружин, металевих рулеток та інших виробів. Залишкові напруження зазвичай виникають після гартування металевого матеріалу.